# كنزة وهبي
كنزة وهبي (ولدت في 4 فبراير1971 قلعة السراغنة) هي عداءة متقاعدة مغربية متخصصة في المسافات الطويلة في الماراثون.شاركت في في بطولة العالم 2003، ودورة الألعاب الأولمبية 2004، وبطولة العالم 2003 وبطولات أخرى وقد حصلت على أفضل ترتيب وهو 30 في أولمبياد 2004.
أفضل توقيت شخصي في نصف الماراثون هو 01:14:05 ساعة وفي الماراثون 2:36:29 ساعات عام 2003.

## روابط خارجية
- كنزة وهبي على موقع الاتحاد الدولي لألعاب القوى (الإنجليزية)
- كنزة وهبي على موقع اللجنة الأولمبية الدولية (الإنجليزية)
- كنزة وهبي على موقع أوليمبيديا (الإنجليزية)